# غيرو (غيفو)
مدينة غيرو (بالإنجليزية: Gero)‏ هي أحد المدن التابعة لمحافظة غيفو. تأسست رسميًا في 01/03/2004. ويقدر عدد سكانها بـ 37455 نسمة حسب تقدير مكتب الإحصاء الياباني لعام 2012. تبلغ مساحة غيرو 851.06 كم2. بكثافة سكانية تبلغ 44 نسمة/كم2.

## توأمة
لغيرو (غيفو) اتفاقيات توأمة مع:
- كيتشيكان

## أعلام
- أوسامو سوزوكي
- شينجي هوسوي
- ماساتو إيماي